# T.Love
T.Love — польський рок-гурт. утворений 1982 року у Ченстохові як Teenage Love Alternative. З такою назвою виступав до 1987 року.
Ансамбль виступив на фестивалі в Яроцині в 1984 року, Зупинці Вудсток (2002 та 2004) та ін. Давав концерти в Радянському Союзі та інших країнах світу. В вересні 2015 року також відвідав Україну, дав концерт у Львові, в дворику місцевої ратуші.

## Склад (2008)
- Зиґмунт «Мунек» Стащик (вокал),
- Павел Назімек (бас-гітара),
- Мацей Майхжак (гітара),
- Ян Пенчак (гітара),
- Міхал Марецький (клавішник),
- Ярослав «Сідней» Поляк (ударні).
- Том Пєжхальський (саксофон) - 1985-89, до тепер гостьові виступи

## Дискографія

### Студійні альбоми
- 1991 — Pocisk miłości
- 1992 — King
- 1994 — Prymityw
- 1994 — I Love You
- 1996 — Al Capone
- 1997 — Chłopaki nie płaczą
- 1999 — Antyidol
- 2001 — Model 01
- 2003 — T.Live
- 2006 — I hate rock'n'roll

### Альбоми T.Love Alternative
- Nasz Bubelon (unofficial) — 1984
- Chamy idą (unofficial) — 1984
- Miejscowi live (концертна збірка) — 1988
- Wychowanie — 1989, перевидано у 2003
- Dzieci rewolucji (збірка) — 1992
- Częstochowa 1982-1985 — 1995

### Сингли
- «Wychowanie» (1984)
- «IV LO» (1985)
- «Warszawa» (1990)
- «King» (1992)
- «Stany» (1992)
- «I Love You» (1994)
- «Potrzebuję wczoraj» (1994)
- «Bóg» (1994)
- «Dzień» (1996)
- «Chłopaki nie płaczą» (1997)
- «Stokrotka» (1997)
- «Jest super» (1998)
- «Nie, nie, nie» (2001)
- «Ajrisz» (2001)
- «Jazda» (2001)
- «Mr.president» (2006)
- «Gnijący świat» (2006)
- «Jazz nad Wisłą» (2006)
- «Love and Hate» (2006)